# Nayana James
Nayana James (* 18. Oktober 1995 in Kozhikode, Kerala) ist eine indische Leichtathletin, die sich auf den Weitsprung spezialisiert hat.

## Sportliche Laufbahn
Erste Erfahrungen bei internationalen Wettbewerben sammelte Nayana James bei den Asienmeisterschaften 2017 im heimischen Bhubaneswar, bei denen sie mit 6,42 m die Bronzemedaille hinter der Vietnamesin Bùi Thị Thu Thảo und ihrer Landsfrau Neena Varakil gewann. Zudem schied sie über 100 m Hürden in 14,45 s in der ersten Runde aus. 2018 nahm sie an den Hallenasienmeisterschaften in Teheran teil und gewann dort mit neuer Hallenbestleistung von 6,08 m die Silbermedaille im Weitsprung. Anfang April erfolgte die erstmalige Teilnahme an den Commonwealth Games im australischen Gold Coast, bei denen sie mit 6,14 m im Finale den zwölften Platz belegte. Ende August nahm sie auch an den Asienspielen in Jakarta teil und erreichte dort mit 6,14 m Rang zehn. 2024 belegte sie bei den Hallenasienmeisterschaften in Teheran mit 6,23 m den sechsten Platz.
James ist Studentin an der University of Kerala.

## Persönliche Bestleistungen
- 100 m Hürden: 13,96 s (−1,3 m/s), 4. Juni 2017 in Patiala
- Weitsprung: 6,55 m (+1,2 m/s), 2. Juni 2017 in Patiala